# Чоловік (оповідання)
«Чоловік» (рос. Муж) — оповідання А. П. Чехова, вперше опубліковане у 1886 році.

## Історія публікації й критика
Оповідання А. П. Чехова «Чоловік» написаний у 1886 році, вперше опублікований в 1886 році в журналі «Осколки» № 32 від 9 серпня з підписом А. Чехонте, в 1898 році опублікований в «Журналі для всіх» № 12, увійшов до зібрання творів А. Чехова видаване А. Ф. Марксом. Для «Журналу для всіх» розповідь був перероблений.
За життя Чехова розповідь переводився на болгарську і сербськохорватська мови.
В. В. Білібін, замещавший в 1886 році видавця Лейкина, писав А. Чехову: «Ваш розповідь „Акцизний“ … дуже і дуже непоганий».
Літературознавець М. К. Михайлівський з усіх оповідань Чехова, поміщених у перший том видання А. Ф. Маркса, виділив розповідь «Чоловік», як «щось досить виключне у збірнику р. Чехова, — виключне не за сюжетом, а по тону, яким говорить автор». На його думку, автор і сам не сміється і не бажає порушувати сміх у читача". Художні прийоми Чехова в цьому оповіданні здалися Михайлівському дуже тонкими.
Критик С. А. Венгеров писав про оповіданні «Чоловік», як про одне з найпомітніших оповідань раннього Чехова: «Прямо Достоєвським висловлюється чудовий розповідь „Чоловік“, де на якихось чотирьох сторінках у всій своїй жаху змальована психологія злісного, загрузлого у життєвій нудьзі істоти, що відчуває чисто фізичні страждання, коли він бачить, що близькі йому люди здатні забутися на мить полинути в якійсь іншій, радісний і світлий світ».

## Сюжет
Дія оповідання відбувається в одному повітовому місті К. Одного разу тут зупинився на ночівлю кавалерійський полк. Така подія по-різному надихало городян — крамарі мріяли про збуті залежаної ковбаси, шинкарі працювали цілодобово, поліція снувала, як очманіла. Дами міста витребували у військового начальника пристрій в клубі танцювального вечора.
В дев'ять годин вечора на вулиці перед клубом вже грав військовий оркестр, а в клубі офіцери танцювали з місцевими панянками. Дами відчували себе окриленими, а їх батьки й чоловіки здалека на них поглядали. Серед чоловіків був і колезький асесор Кирило Петрович Шаликов. Його дружина, Ганна Павлівна, тридцяти років, танцювала до упаду. Танці вже її втомили, вона згадувала минуле, коли танцювала в інституті і була впевнена, що у неї «буде чоловіком барон чи князь».
Чоловік дивився на Ганну Павлівну і злився. Через танці йому ніде було грати в карти, він не терпів духової музики, і йому здавалося, що офіцери занадто недбало поводяться з. Ганна Павлівна під час танців жодного разу не подивилася на чоловіка. Ганна Павлівна танцював мазурку з офіцером. Після танцю Кирило Петрович попрямував до дружини і категорично покликав її додому.
Ганна Павлівна здригнулася, спалахнула; «їй стало соромно, що у неї такий іспітой, похмурий, звичайний чоловік». Після суперечок з чоловіком, вона пішла в передню і стала одягатися. Іншим дамам вона сказала, що в неї заболіла голова. Задоволений Кирило Петрович Шаликовый був радий, що йому хотілося зробити так, щоб всім у клубі стало сумно та гірко.